# Cooperativa de producció agrícola
Una Cooperativa de producció agrícola o en alemany Landwirtschaftliche Produktionsgenossenschaft (LPG) era la forma jurídica de les cooperatives de producció agrària col·lectivitzada que congregaven els camperols a la República Democràtica Alemanya sota el règim comunista. Era mutatis mutandis l'equivalent del kolkhoz soviètic.
La nova organització era una necessitat en conseqüència de l'expropiació dels latifundistes i de la reforma agrària que havia creat entitats massa petites per a permetre una agricultura mecanitzada moderna. Ja el 1930 el Partit Comunista d'Alemanya havia proclamat al seu programa «Trencarem la dominació dels latifundistes, expropiarem la terra sense indemnització i la donarem als camperols sense terra» per tal d'incorporar el proletariat rural en la «construcció del socialisme».

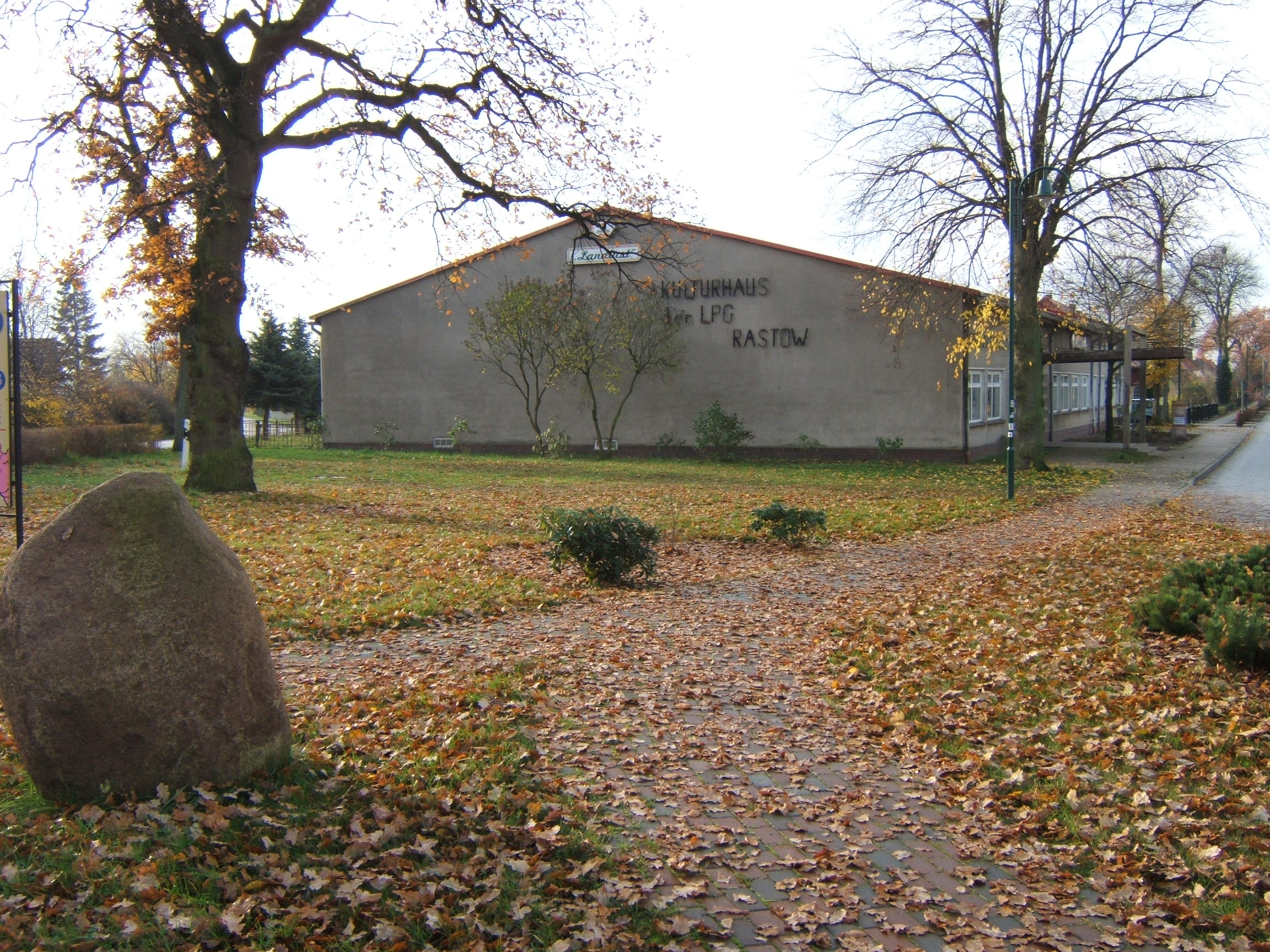
Antiga cooperativa de Rastow, transformada en Casa de cultura

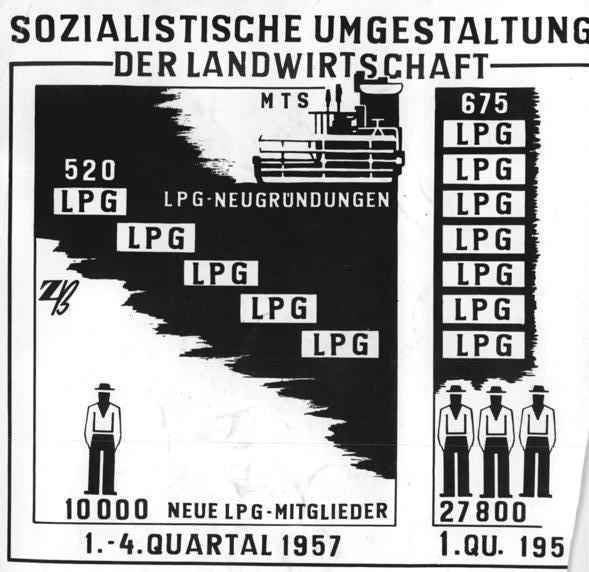
«La reforma socialista de l'agricultura»: Imatge del servei de premsa de la DDR, anunciant amb orgull l'èxit del moviment en nombre d'explotacions i de cooperants

 Des del 1952, el partit va autoritzar cooperatives agràries de tres tipus segons que els agricultors apportaven les seves terres (tipus I), terres i màquines (tipus II) o també edificis, màquines i terres (tipus III). Teòricament, l'adhesió a la cooperativa era voluntària però la pressió del partit i del govern era fort. Molts camperols se'n van anar cap a Occident, i l'estat va expropiar les seves terres i integrar-les en les cooperatives. Vers 1960 quasi no romanien masos independents. L'agricultura va seguir la moda occidental del monoconreu i l'especialització en explotacions sempre més llargues. Dels 19.313 LPG del 1960, per un moviment de fusió el 1970 només en romanien 9009.

## Funcionament
En principi, els camperols que van quedar-se i aportar les seves terres en la cooperativa, en romanien propietaris, però sense gaire impacte en la gestió. Segons els resultats de la cooperativa, rebien una participació en el benefici suplementari, proporcional amb la superfície de les terres. Tots els treballadors rebien un salari i una participació en el benefici. Tots els membres fruïen del dret de conrear un petit troç de terra (2500 m² per persona o 5000 m² per família) per a ús privat. La LPG era governada per un consell del qual les decisions importants havien de ser aprovats per l'assemblea. Tot i això, el model democràtic era molt teòric, com que els presidents quasi sempre eren funcionaris de l'Estat o del partit comunista.
A l'inici, la productivitat era força baixa, tot i que va augmentar des dels anys 1960. Excepte per als agricultors-propietaris, la situació social dels camperols va anar millorant. Tot i que la reforma «voluntària» va ser imposada i que els membres no tenien gaire llibertat de decisió, a poc a poc es va crear un modus vivendi com que tenien vacances, serveis socials, un sou segur i horari més regular, beques per a estudiar, educació prescolar dels nens, una millora de les condicions de vida a les zones rurals, per comparació amb la situació d'abans la guerra. També l'explotació privada, tot i ser de poca terra, les procurava une sobresou damunt de la mitjana. La idea política de l'«Estat de Treballadors i Agricultors» (Arbeiter- und Bauernstaat) era que les condicions de treball i els avantatges socials havien de ser iguals al camp i a la ciutat.
Després de la reunificació alemanya es va constatar que el nombre de treballadors de les cooperatives era molt superior a les necessitats de la feina. L'abolició del sistema i la reprivatització de les terres per la llei del 1990 va contribuir a una racionalització considerat com indispensable, que amb tot tenia un efecte segundari negatiu: l'acceleració de l'èxode rural que en certes zones esdevé problemàtica. De fet, són sovint els més joves que se'n van: manquen mans per als serveis, per l'assistència d'ancians, per a mantenir vius molts pobles. També esdevé difícil mantenir el ric patrimoni arquitectural, que deshabitat, sense funció cau en ruïnes. Unes cooperatives van ser suprimides i les terres van tornar als propietaris anteriors, altres van transformar-se en societats privades amb responsabilitat limitada (GmbH).